# パシフィック・レーシング
パシフィック・レーシング（Pacific Racing）は、かつて存在したイギリスのレーシングチーム。1994年から1995年にかけてF1世界選手権に参戦した。オーナーはキース・ウィギンス。

## 歴史

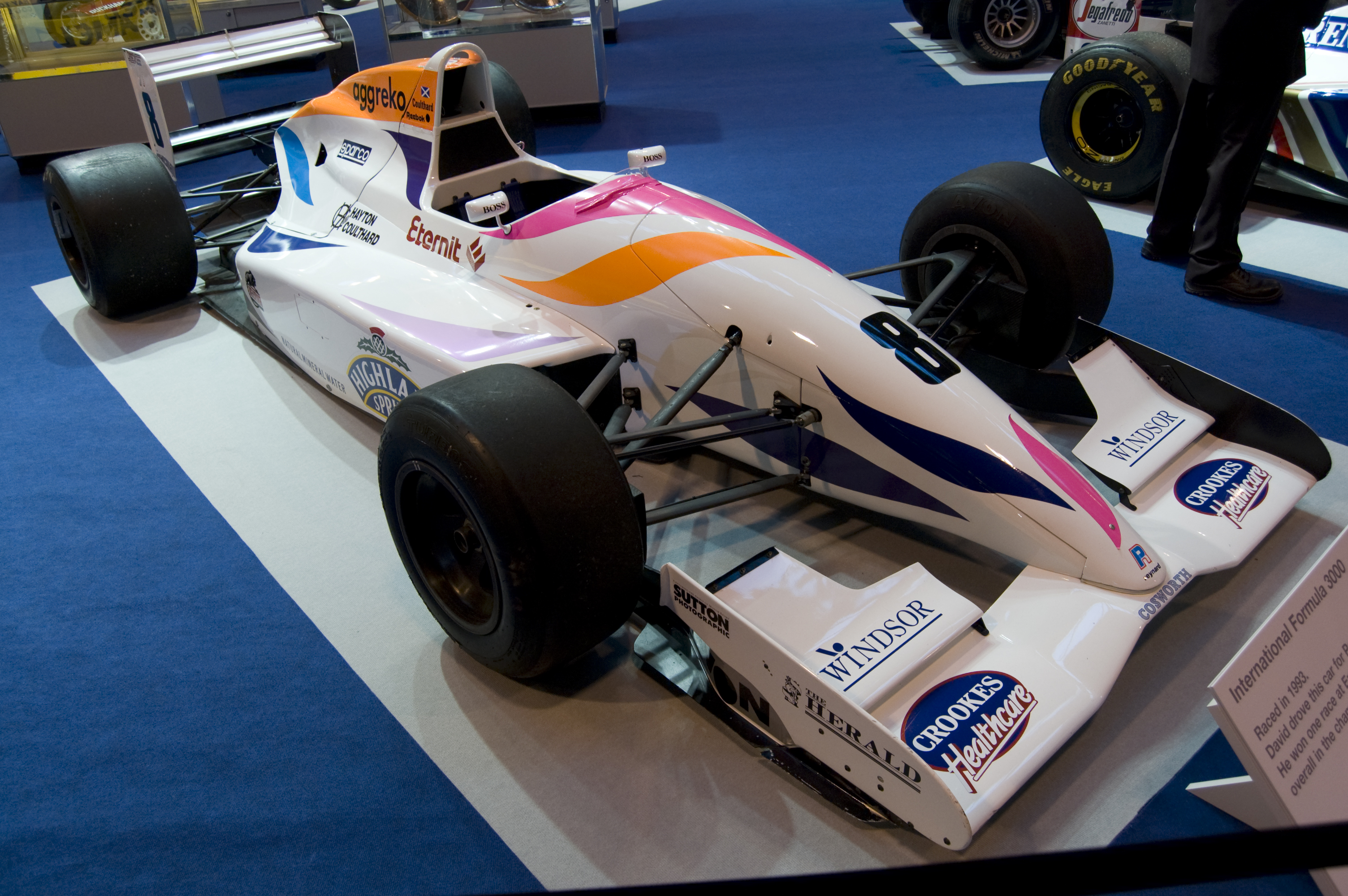
国際F3000でクルサードがドライブしたレイナード93D・DFV

パシフィック・レーシングは1980年代よりフォーミュラ・フォードやイギリスF3選手権、国際F3000選手権などに参戦し、J.J.レート、デビッド・クルサード、エディー・アーバインなどのドライバーを輩出してきた。1991年にはクリスチャン・フィッティパルディを擁して国際F3000選手権を制覇し、F1へのステップアップを図った。
当初、1993年1月に同年開幕戦からのF1参戦表明がされ、元シェブロン・カーズやザクスピードのデザイナーを歴任したポール・ブラウンがPR01のデザインを担当し、エンジンはマーダーチューンのイルモアV10の使用、ドライバーにはミハエル・バルテルスと契約が完了しており、もう1人にはジャン＝マルク・グーノンを希望していると表明していたが、資金が充分に集められなかったため参戦を1年見合わせた。

### 1994年
1994年、「パシフィック・グランプリ」としてF1に初参戦した。レースドライバーはベルトラン・ガショーとポール・ベルモンド、テストドライバーにオリバー・ギャビン。シャシーは1991年にレイナードがF1参戦を狙った際にロリー・バーンとパット・シモンズが設計したものを譲り受け、ポール・ブラウンがPR01へと改良。これにイルモアのザウバーが昨年の前半に使用していた型落ちのV10エンジンを搭載した。当時のイルモアはメルセデスの出資を受けザウバーとワークス契約を結んでいたため、パシフィックにはほぼ技術的サポートはされなかった。

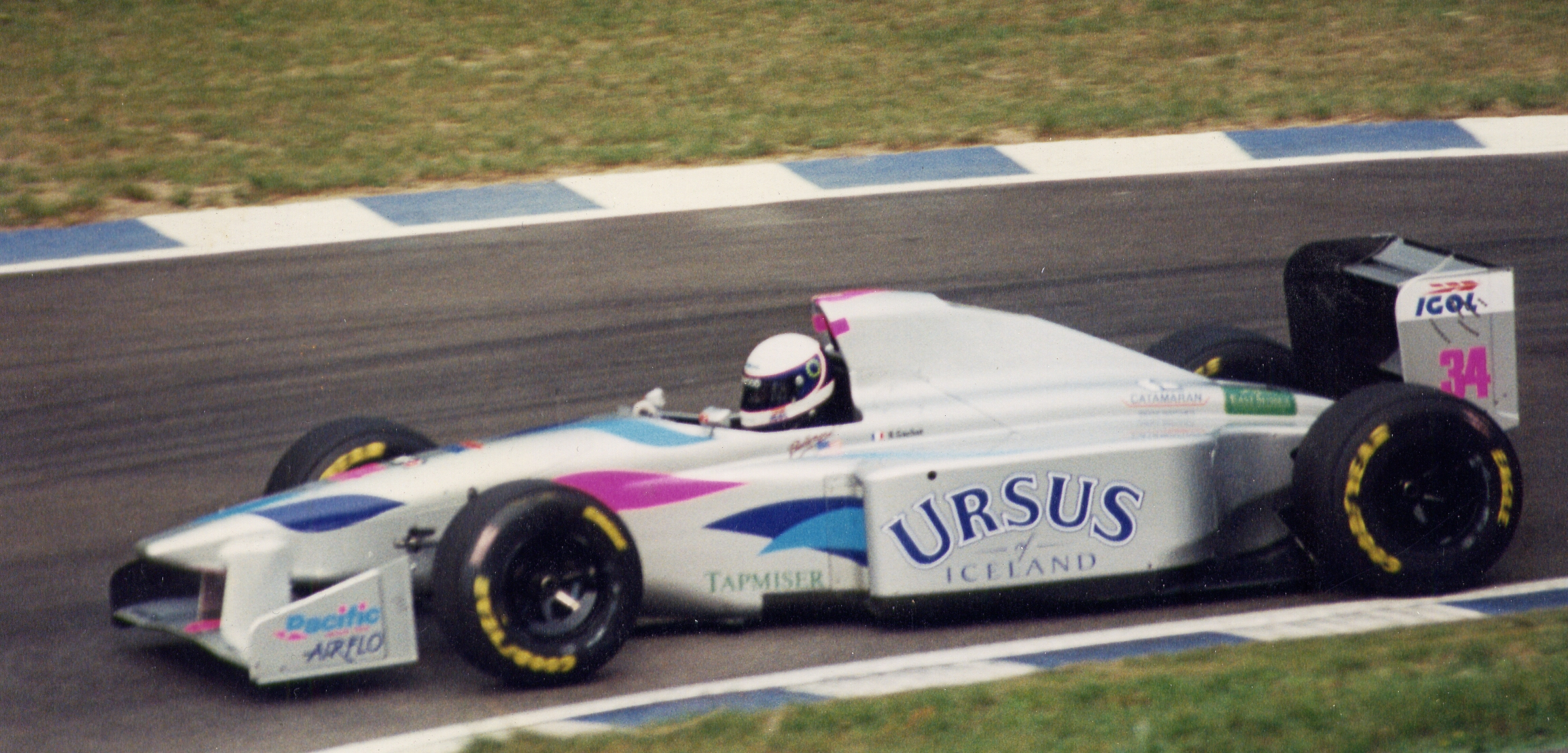
パシフィックPR01

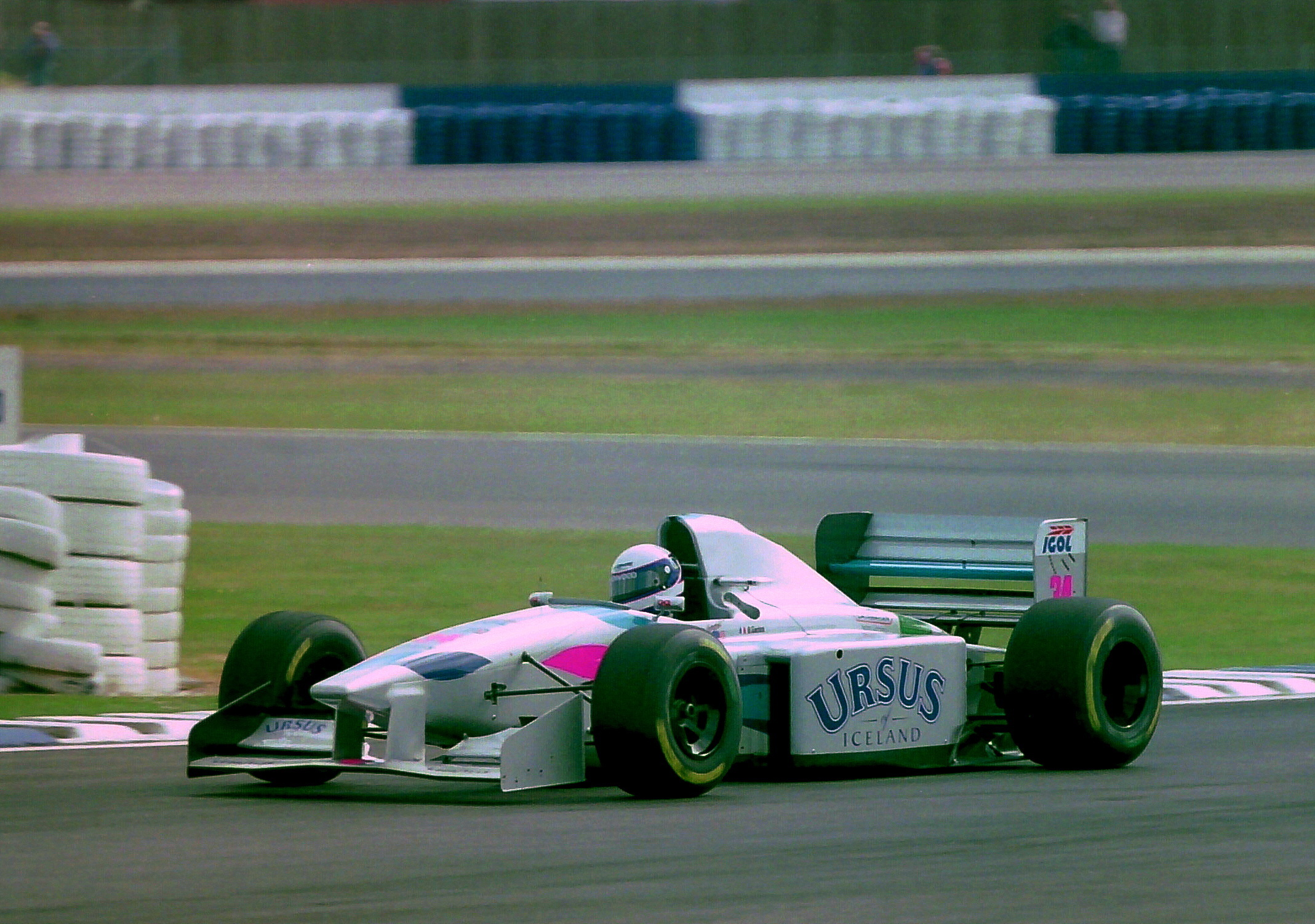
パシフィック・PR01をドライブするベルトラン・ガショー

当時はまだ珍しいほうの部類だったベネトン型の、フロントウイングを吊り下げるノーズを持つ特徴的なマシンではあったが、3年前の設計のシャシーとイルモアの型落ちエンジンのマシンは競争力に欠け、2台そろって決勝に出場したのはカール・ヴェンドリンガーのクラッシュでザウバーが欠場したモナコGPとシムテックのアンドレア・モンテルミーニがクラッシュしたスペインGPのみだった。ベルモンドが予選を通過したのはこの2回だけ、ガショーも決勝進出は5回だけだった。第7戦フランスGP以降は、資金難でマシン開発が停止した影響で2台とも予選通過できず、結局完走は無しに終わった。
1994年は重大事故が相次いだため、シーズン中にも次々とレギュレーション変更が実行され、元々準備不足であるチームをさらに苦しめた。特に第4戦スペインGPでは、ディフューザーのサイズ縮小、フロントウィングの最低地上高変更、ボーテックスジェネレーターの禁止などがレースウィークに急遽決まるなど、チームはピットでの改修作業を余儀なくされた。

### 1995年

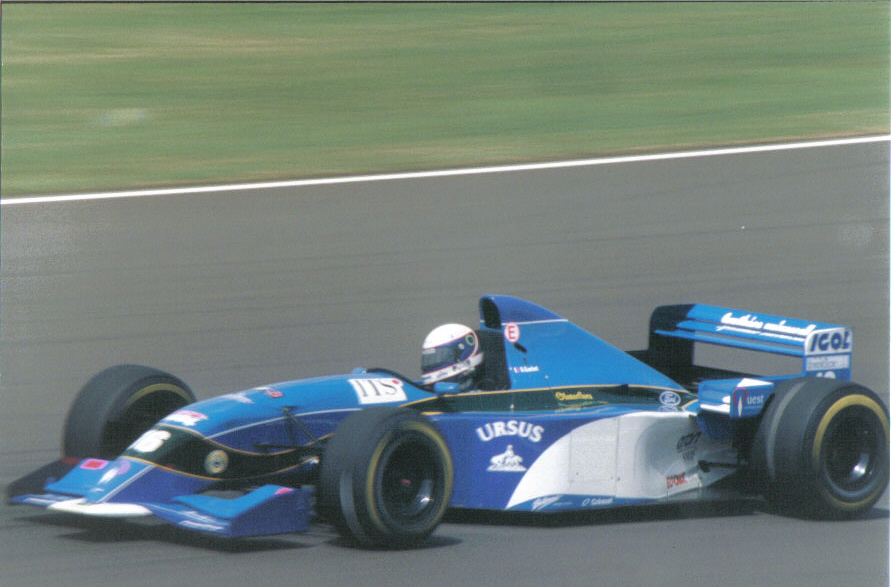
パシフィックPR02

1995年は状況を打開すべく、破綻したロータスの名称権を買収して「パシフィック・チーム・ロータス」として参戦した。日本の東急グループを率いる五島ファミリーが資本参加し、東京に「パシフィック・アクセス」なる事務所を設立してアジアのスポンサー獲得に動いた。また、ガショーも自己資金を投入して共同オーナーになるなど体制強化を図ったが、相変わらずの資金難が続いた。
ドライバーラインナップはアンドレア・モンテルミーニとペドロ・ラミーに決定し、ガショーは共同オーナーとしてマネージメントに専念する意向で、開幕前には｢今はチームのマネージメントに全力を注ぐことがボクのモチベーション｣と語っていた。しかし、開幕直前になってラミーがティレルとの二重契約未遂でシートを失い、結局スポンサーを持ち込めるドライバーが見つからなかったため、序盤戦と終盤戦ではガショーが自らステアリングを握ることとなった。マシンはフランク・コパックによる吊り下げウイングを廃止したオリジナルシャシーに、フォードEDエンジンを搭載したPR02を登場させた。
参戦台数の減少により予選落ちがなくなり、全戦で2台揃って決勝に進んだ。開幕戦でモンテルミニが完走するなど、前年からある程度の進化は見せたが入賞はできず、シーズン途中ではガショーに代わってスポンサーマネーを持ち込んだジョバンニ・ラバッジやジャン＝デニス・デレトラズの資金で参戦を継続し、パシフィックGPと1995年日本GPでは日本の若手有望株の一人であった山本勝巳を起用しようとするも、スーパーライセンスは発給されず断念した。第9戦ドイツGPのモンテルミーニと最終戦オーストラリアGPでガショーが8位で完走したのが最高成績で、結局この年いっぱいでF1を撤退した。

### その後
F1撤退後、パシフィックは1996年から1997年まで国際F3000に参戦し、クリスチアーノ・ダ・マッタやマルク・ジェネがドライブした。
1997年から1998年にかけてはBRM・ニッサンのマシンでインターナショナル・スポーツカー・レーシング・シリーズ (ISRS) に参戦。ル・マン24時間レースにも挑戦した。

## 変遷表

### F1
| 年     | エントリー名             | 車体型番 | タイヤ | エンジン             | 油脂   | ドライバー                                                                                          | ポイント | 順位 | 優勝 |
| ------ | ------------------------ | -------- | ------ | -------------------- | ------ | --------------------------------------------------------------------------------------------------- | -------- | ---- | ---- |
| 1994年 | パシフィック・グランプリ | PR01     | G      | イルモア 2175A (V10) | エルフ | ポール・ベルモンド ベルトラン・ガショー                                                             | 0        | NC   | 0    |
| 1995年 | パシフィック・グランプリ | PR02     | G      | フォードED (V8)      | エルフ | ベルトラン・ガショー ジョバンニ・ラバッジ ジャン＝デニス・ドゥレトラーズ アンドレア・モンテルミーニ | 0        | NC   | 0    |

- 斜体はスポット参戦したドライバー